# Gangsta Don’t Play
Gangsta Don't Play – piąty i ostatni singel Fabolousa wydany w 2007.
Utwór pochodzi z czwartego albumu From Nothin’ to Somethin’. Nagrano go z udziałem jamajskiego muzyka reggae i dancehall o pseudonimie Junior Reid. Produkcją singla zajął się Reefa.